# 转导乡
转导乡，是中华人民共和国青海省海东市民和回族土族自治县下辖的一个乡镇级行政单位。

## 行政区划
转导乡下辖以下地区：
酒坊村、转导村、忠孝村、前坪村、落龙沟村、河纳沟村、后沟村、红花村、王家庄村、后坪村、接官岭村、苏家湾村、王家山村、大湾村、中湾村、三湾村和红合岘村。